# Neil Shastri-Hurst
Neil Shastri-Hurst est un homme politique du Parti conservateur britannique qui est député de Solihull West et Shirley depuis 2024.

## Jeunesse
Neil Shastri-Hurst est né et grandit à Birmingham, fréquentant la King Edward's School de Birmingham. Son père est médecin généraliste à Birmingham pendant trois décennies et sa mère infirmière. 

## Début de carrière
Il suit une formation en médecine à l'Université de Nottingham, période pendant laquelle il rejoint le Royal Army Medical Corps. Il obtient une commission de service de courte durée en tant que sous-lieutenant à l'essai le 1er août 2006 et est promu lieutenant à l'essai le 1er août 2007. Il est confirmé dans sa commission et promu capitaine le 6 août 2008. Il est transféré de la liste active à la réserve des officiers de l'armée régulière le 29 juillet 2011, puis de la réserve à l'armée territoriale le 11 août de la même année. Il est réintégré dans la réserve de l'armée régulière le 13 septembre 2013. Au cours de son service dans l'armée britannique, il sert à la fois au Royaume-Uni et à l'étranger. 
Son poste médical le plus récent est celui de consultant honoraire et coordinateur en traumatologie pour le service de traumatologie majeure des hôpitaux universitaires de Birmingham. 
Shastri-Hurst se reconvertit en avocat spécialisé dans le droit de la santé. Depuis 2019, Shastri-Hurst est membre de No5 Chambers, spécialisé dans le droit de la santé et des dommages corporels.
Il est le candidat conservateur à l'élection partielle de 2021 dans le North Shropshire.

## Carrière parlementaire
Aux élections générales de 2024, Shastri-Hurst est élu député de Solihull West et Shirley avec 34,7 % des voix et une majorité de 4 620 voix. Shastri-Hurst remporte la sélection pour le siège nouvellement créé face à la députée conservatrice Nicola Richards.